# Fundación Innovadores

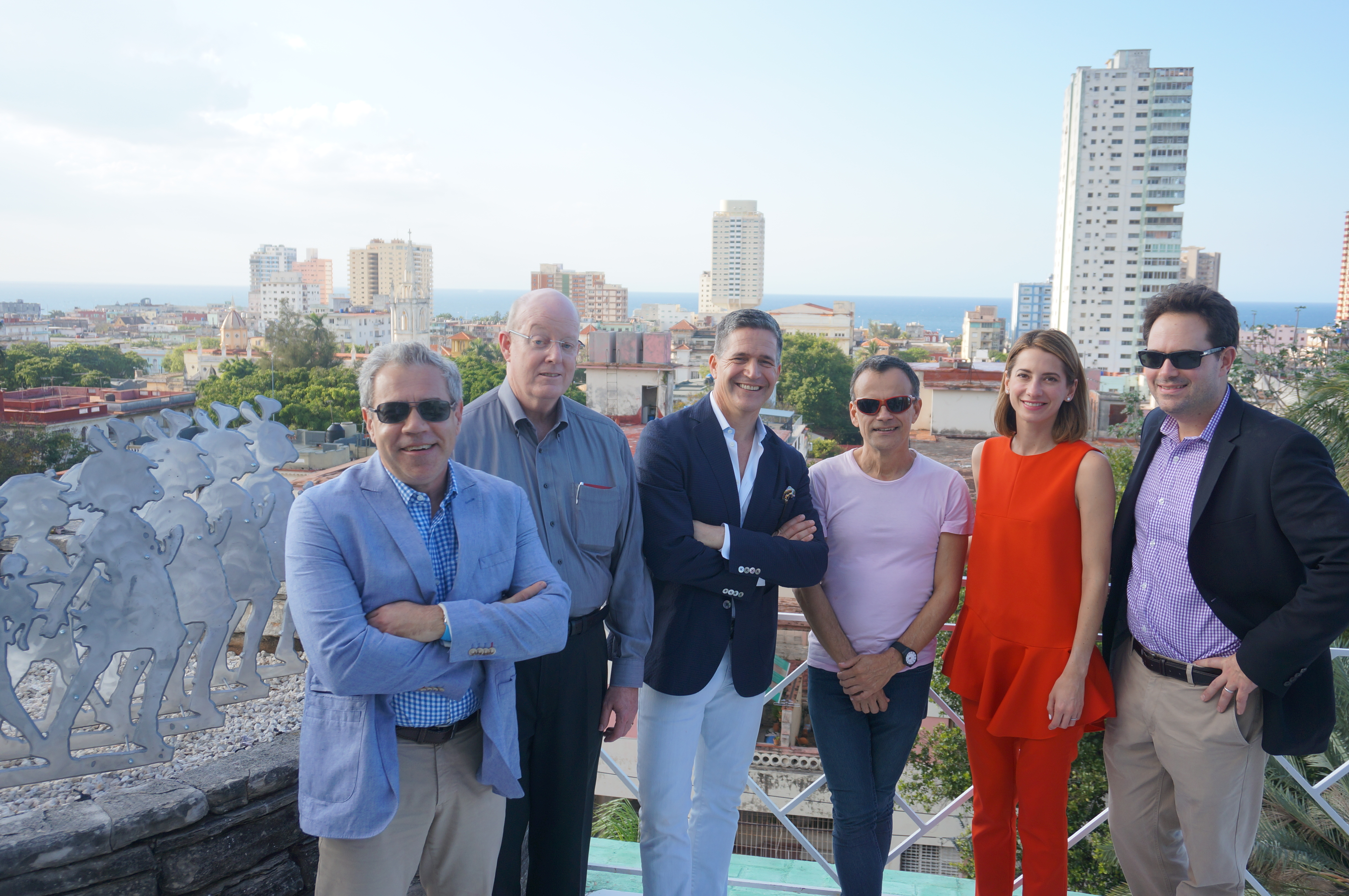
Fundadores de Innovadores Foundation,John Caulfield y Miles Spencer con partidarios Greg Matusky y Hollie y Jack Franke en Habana, Cuba (febrero, 2016)

Fundación Innovadores es una compañía sin ánimo de lucro  fundada en Greenwich, Connecticut. Innovadores es mayormente conocido por su programa de intercambio, el cual trae estudiantes cubanos a los Estados Unidos seis semanas para trabajar y estudiar en Grand Central Tech, un aceleradora de startups en Manhattan. La fundación declara que apoya espacios de trabajo en La Habana, los cuales proporcionan acceso de internet y tutoría a startups cubanos.
Fundación Innovadores fue creada en 2015 por Miles Spencer y John Caufield, jefe anterior de los Sección de Intereses de los Estados Unidos en Cuba. Originalmente fundado en 2001 como Kayak for a Cause y conocido brevemente como el CAA Fundación, Innovadores ahora trabaja exclusivamente para promover programas STEAM (ciencia, tecnología, ingeniería, arte y matemática)  en Cuba.